# ゲオデルマトフィラス属
ゲオデルマトフィラス属（Geodermatophilus）は放線菌門放線菌綱ゲオデルマトフィラス目ゲオデルマトフィラス科の属の一つである。

## 概要
Geodermatophilusは、ギリシャ語で「土壌」を意味する名詞"Geo"と、デルマトフィルス属の属名Dermatophilusを組み合わせた造語であり、土壌のデルマトフィルス属細菌を意味する。
直径平均0.5～2.0μmの立方体の細胞から成る塊上の、カプセル化されていない全実性の葉状体を形成する。この葉状体は分割され、立方体または球菌様形の非運動性細胞及び楕円形又は披針形の遊走子を放出する。発芽細胞は、直接分裂して葉状体を形成する場合もあれば、多様な角度で分岐する、発芽管及び、不規則に収縮したフィラメントを形成する場合もある。これら管状細胞は、細胞壁外層を持たないように見える隔壁によって最初に横方向に分割され、縦方向が短くなった細胞が連なった管に変化する。続いて縦方向及び横方向に隔壁が生じて立方体の細胞の列となる。菌糸体は原始的で、気菌糸は生成されない。 好気性且つグラム陽性である。コロニーは古くなると通常、暗褐色又は暗灰色であり、古くなると黒色に変わる。